# Saca tarjeta roja al maltratador

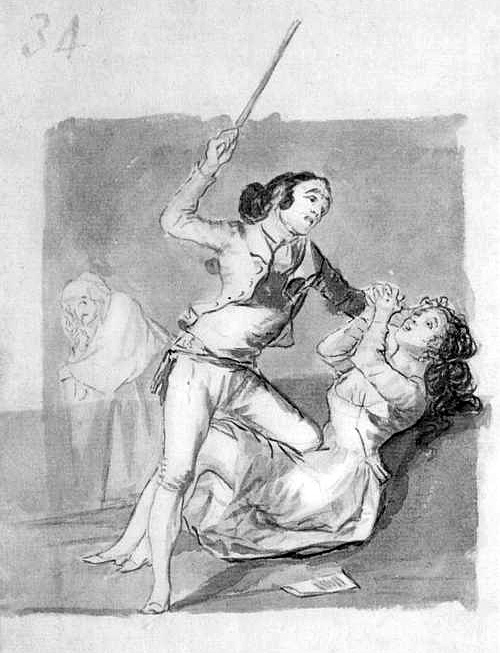
Mujer maltratada con un bastón (Francisco de Goya ca. 1796)

Saca tarjeta roja al maltratador es una campaña española contra la violencia de género iniciada por el Ministerio de Igualdad español el 18 de marzo de 2010, que cuenta con el apoyo de muchos artistas, periodistas y deportistas de gran popularidad. Se considera[¿quién?] que es un gesto muy efectivo[¿cuándo?] que en su simpleza encuentra mucha fuerza[¿dónde?] para lograr abandonar la complicidad [cita requerida] y dar un paso a favor de la justicia.

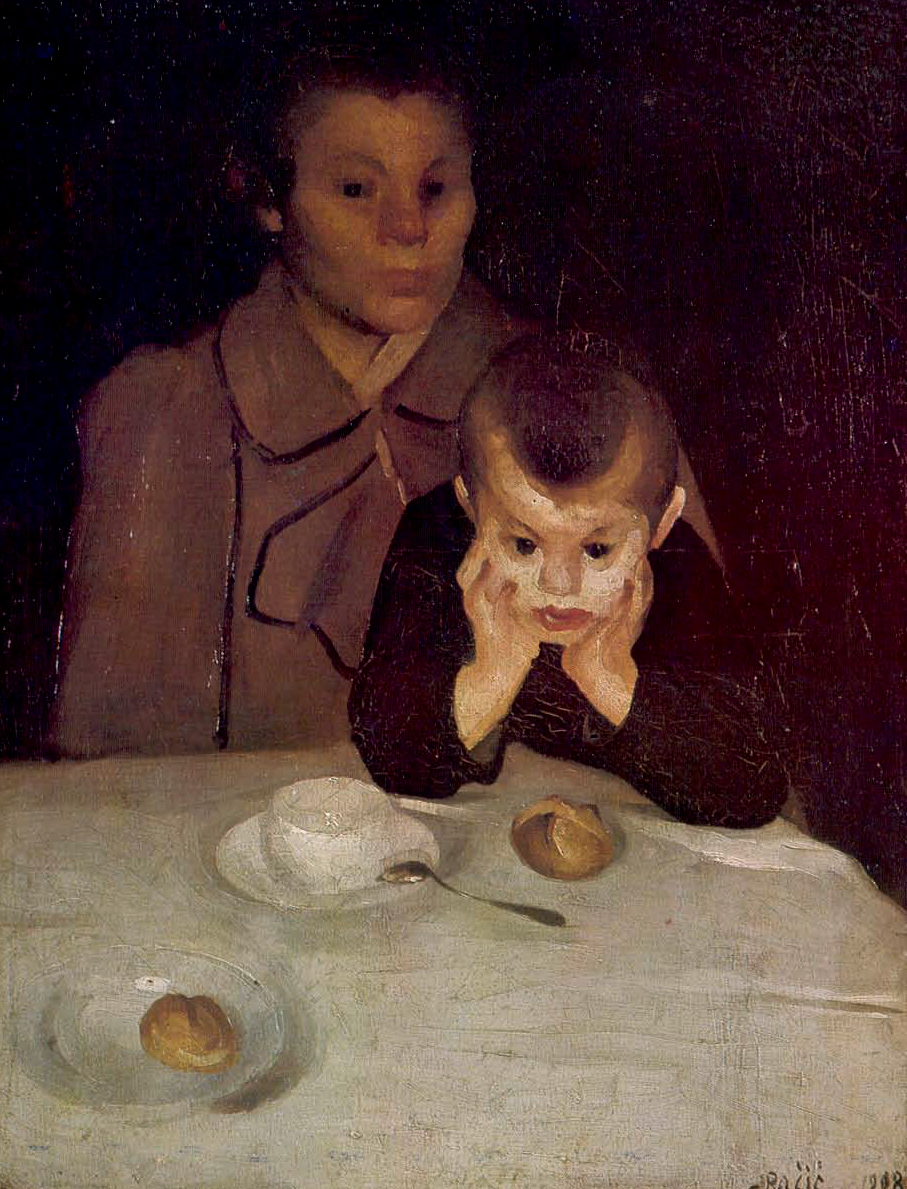
«Mother and Child», pintura de Josip Račić.

La iniciativa invita a cada ciudadano a llevar una tarjeta roja similar a la que se utiliza para sancionar una acción prohibida en algunos deportes, para condenar toda forma de violencia de género y luchar activamente contra el maltrato. Se trata, en general, de expresar que la violencia no tiene cabida en la sociedad.
Para esta campaña sus autores explican que 

el objetivo es generar un movimiento social de forma que cada uno de nosotros, a título personal, acoja este símbolo y lo haga suyo.

Para ello han hecho una serie de spots televisivos que procuran sensibilizar en el tema de la violencia. En forma desinteresada, varios profesionales de diversas áreas han participado en ella, mostrando una tarjeta roja pronunciando rotundamente «no» contra toda agresión contra las mujeres.